# Rolls-Royce Trent 7000
Rolls-Royce Trent 7000 je britský dvouproudový motor s velkým obtokovým poměrem naležící k motorům řady Trent. Je určen výhradně pro letoun Airbus A330neo.
K prvnímu rozběhu došlo 27. listopadu 2015 v Derby a první let provedl 19. října 2017 na letounu A330neo. 20. července 2018 obdržel od Evropské agentury pro bezpečnost letectví typovou certifikaci jako varianta motoru Trent 1000. Ve srovnání s motorem Trent 700, který pohání původní Airbus A330, má motor o tahu 300 až 320 kN o polovinu větší obtokový poměr 10:1 a o polovinu nižší hluk. Spotřeba paliva byla snížena o 11%.

## Specifikace
Zdroj: EASA

### Technické údaje
- Typ: tříhřídelový dvouproudový motor s vysokým obtokovým poměrem
- Délka: 4,775 m
- Průměr: 285 cm
- Suchá hmotnost: 6 445 kg

### Součásti motoru
- Kompresor: Osmistupňový nízkotlaký kompresor a šestistupňový vysokotlaký kompresor
- Spalovací komora: prstencová
- Turbína: jednostupňová vysokotlaká turbína, jednostupňová středotlaká turbína, šestistupňová nízkotlaká turbína

### Výkony
- Maximální tah: 324,0 kN / 72,834 lbf (vzletový); 289,2 kN / 65,005 lbf (trvalý)
- Celkový kompresní poměr: 50:1
- Obtokový poměr: 10:1
- Průtok/hltnost vzduchu: 1,3 t/s (vzlet)
- Teplota plynů před turbínou: 1 562 °C
- Poměr tah/hmotnost: 5,13

### Podobné motory
- General Electric GEnx